# برج انتقال
به برج انتقال (انگلیسی: Transposition tower)
در انتقال قدرت الکتریکی گفته می‌شود که موقعیت‌های فیزیکی نسبی هادی‌های یک خط انتقال را در یک سیستم پلی‌فاز تغییر می‌دهد. یک برج انتقال اجازه می‌دهد تا این بخش‌ها به یکدیگر متصل شوند، در حالی که فاصله کافی برای هادی‌ها حفظ می‌شود. این مهم از آنجاست که باعث توزیع امپدانس‌های الکتریکی بین فازهای مدار در طول زمان می‌شود و باعث مشکلی می‌شود یک هادی بیشتر از دیگران جریان داشته باشد.
خطوط دو مدار معمولاً با هادی‌های همان فاز که در مقابل یکدیگر قرار می‌گیرند، تنظیم می‌شوند. این واکنش را به دلیل القا متقابل کاهش می‌دهد. واکنش رابط هر دو مدار با هم کمتر از نیمی از یک مدار است. به عنوان مثال، یک بخش از یک خط ممکن است (از بالا به پایین) فازهای A-B-C در سمت چپ و همچنین فازهای C-B-A در سمت راست باشد. بخش بعدی ممکن است B-C-A در سمت چپ، همچنین A-C-B در سمت راست باشد. بنابراین چرخش در هر طرف برج برعکس خواهد بود.

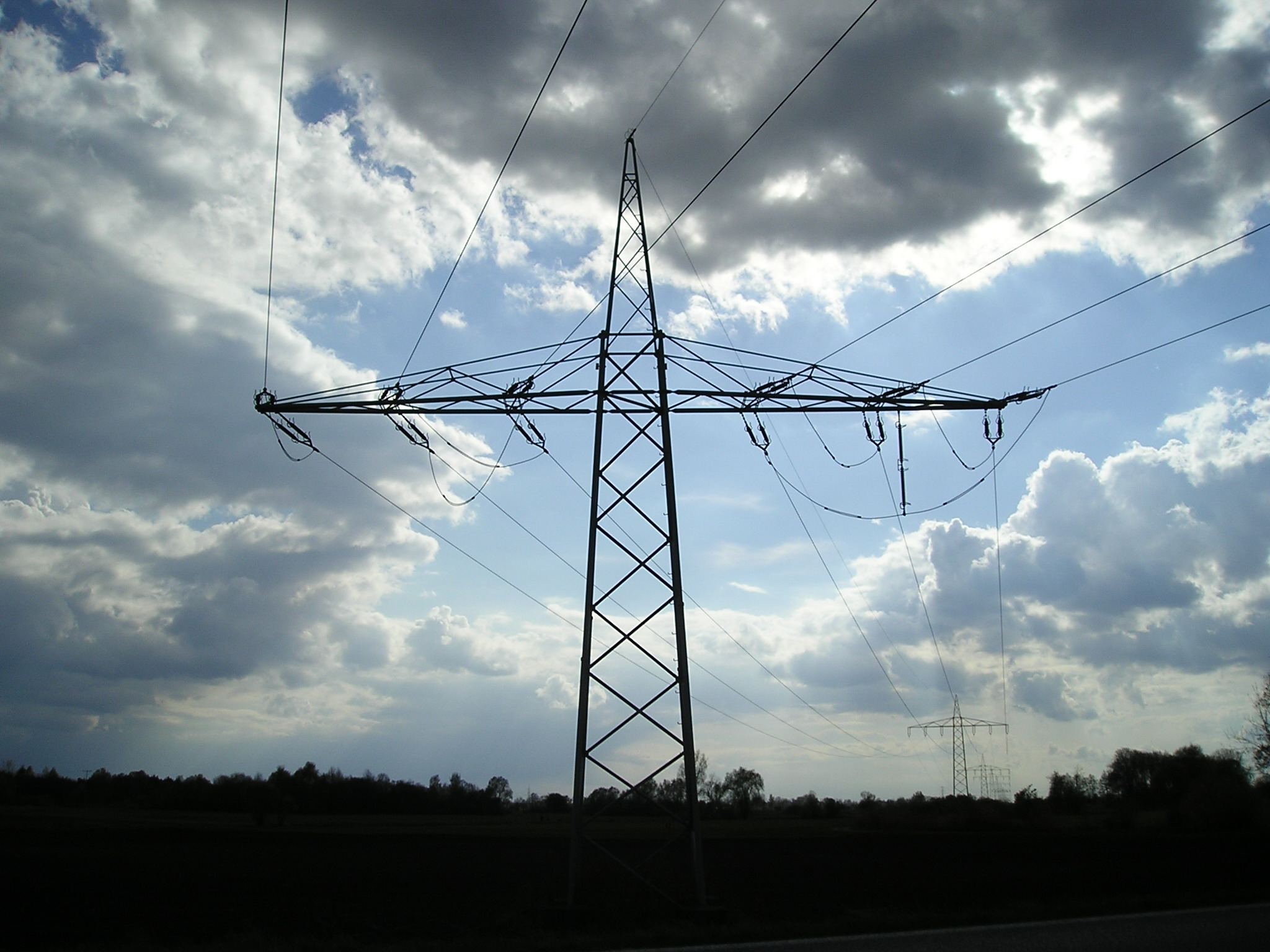
در اینجا، در سمت راست فازها چرخانده می‌شوند. در سمت چپ، دو مرحله عوض می‌شود، بنابراین حس چرخش تغییر می‌کند.
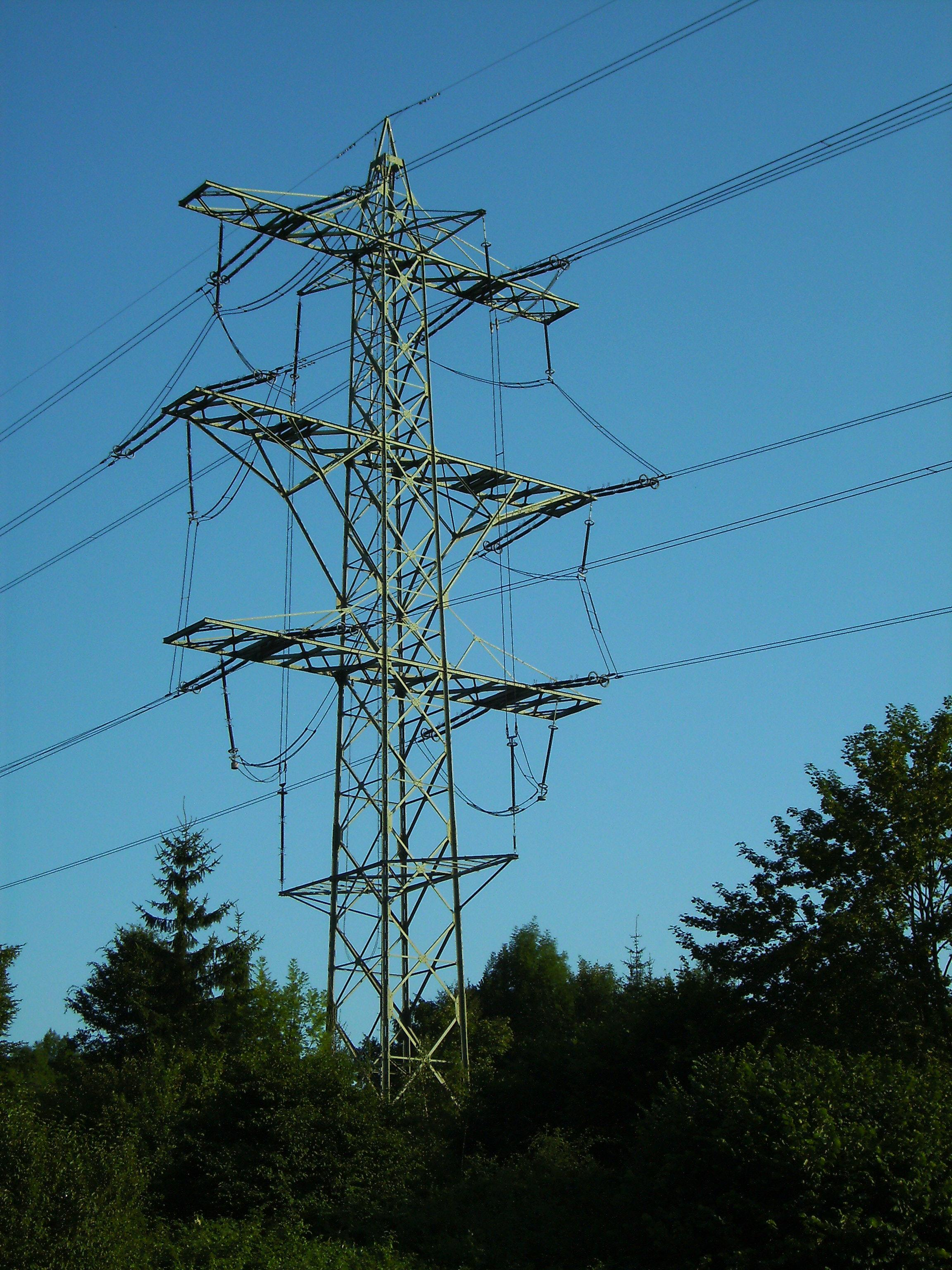
برج جابجایی در سمت راست، مراحل به سمت بالا چرخانده می‌شوند، در سمت چپ به سمت پایین.
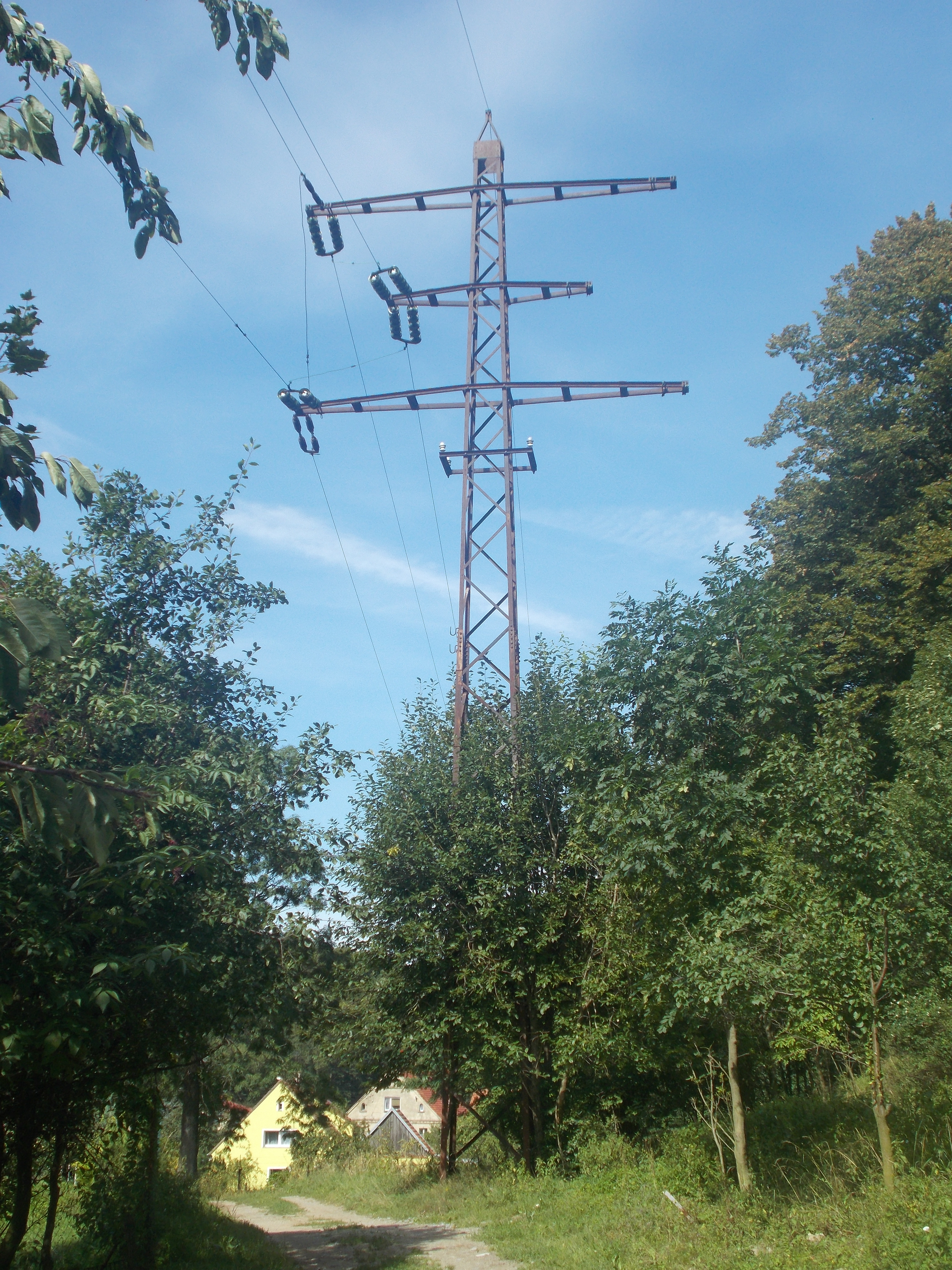
جابجایی با استفاده از تراورس‌های کشیده
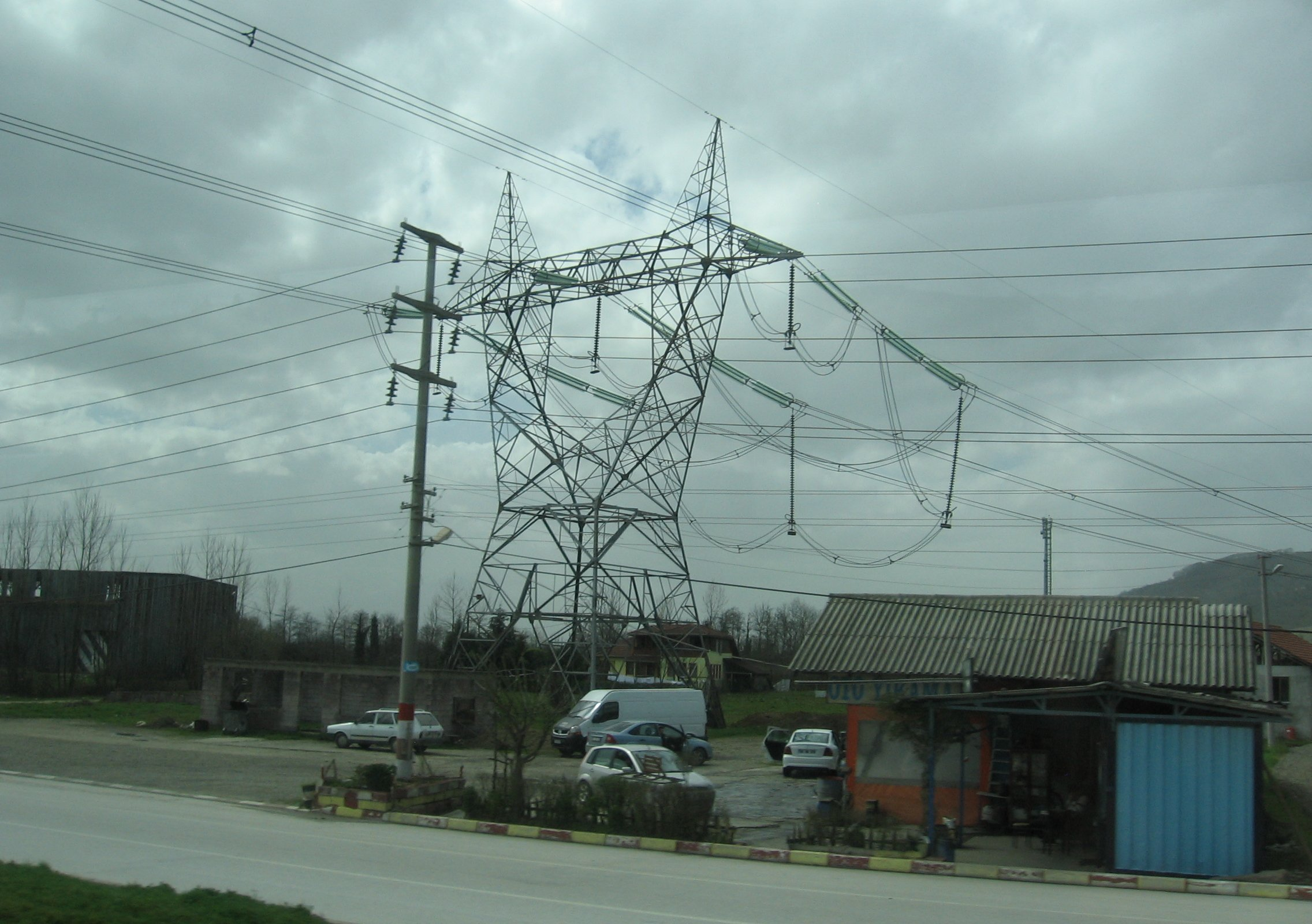
جابجایی در یک خط تک فاز
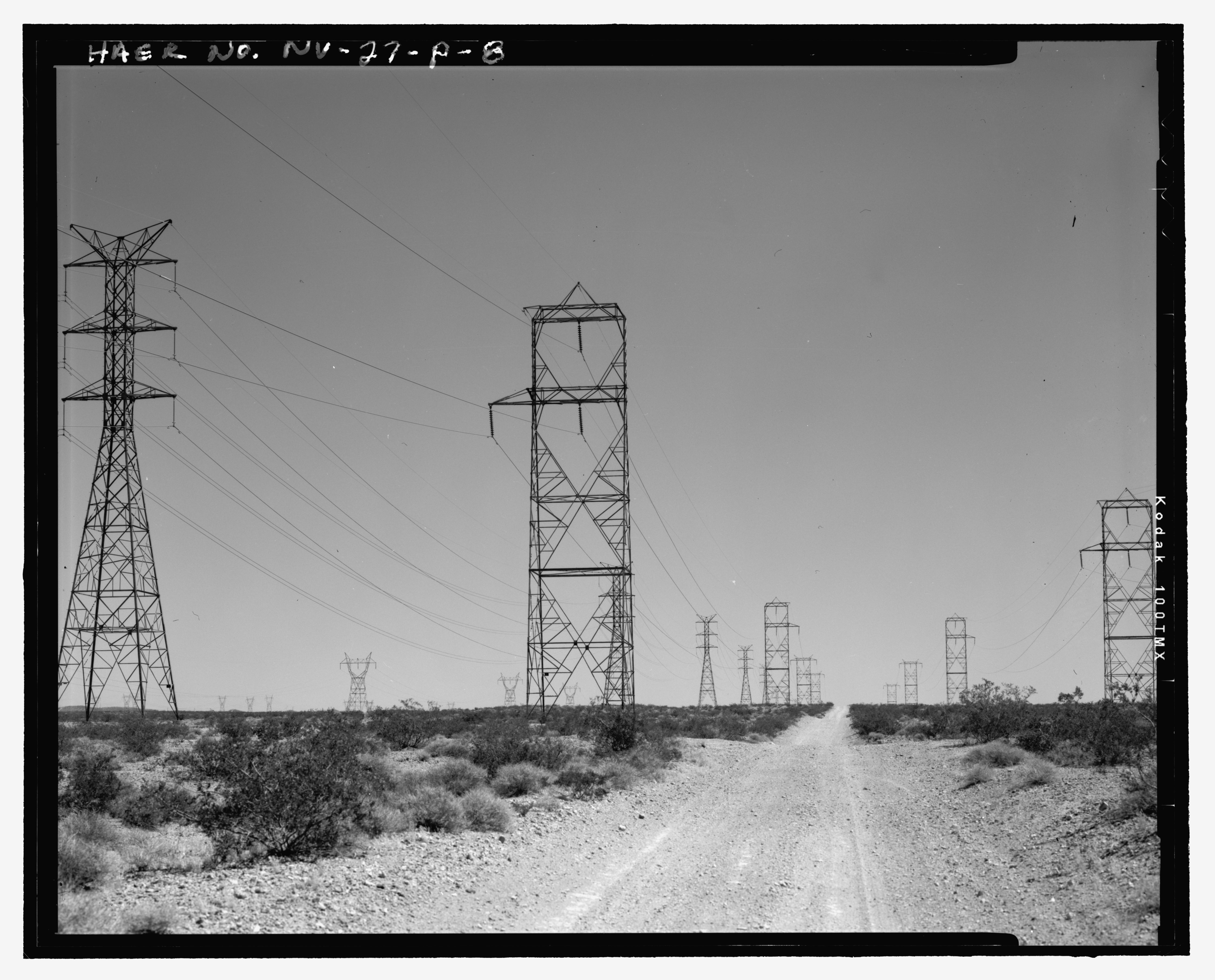
جابجایی با استفاده از چندین برج